# مراجعة قضائية

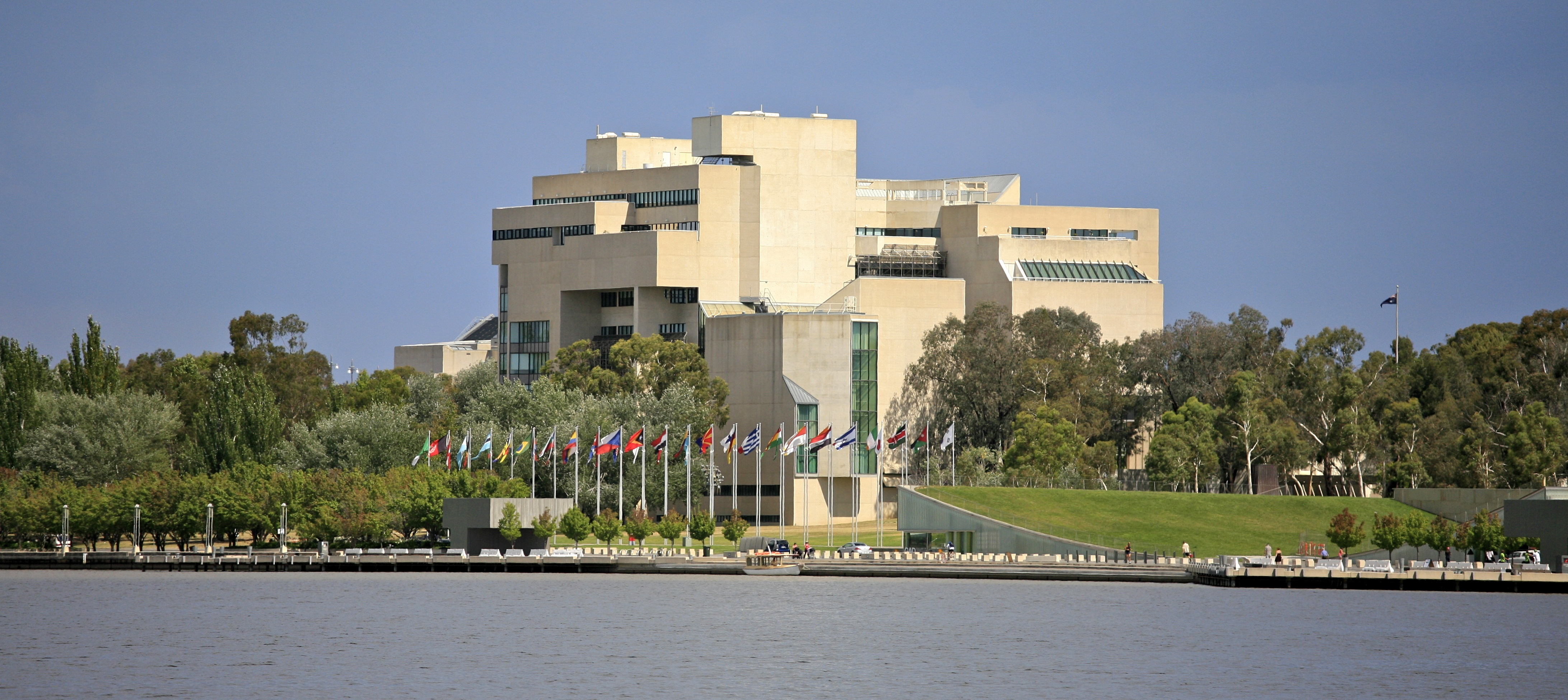

المراجعة القضائية هي مبدأ توضع بموجبه أعمال السلطات التشريعية والتنفيذية في الدولة تحت المراجعة وإمكانية النقض على يد السلطات القضائية. يمكن لأي محكمةٍ منحت سلطة المراجعة القضائية أن تنقض عملاً للدولة عندما يبدو غير متوافقٍ مع القانون أو الدستور. تعد سلطات المراجعة القضائية مثالاً على فصل السلطات في الأنظمة الحكومية الحديثة، حيث يُساهم في فصل القضاء عن باقي أقسام الحكومة. يستعمل هذا المبدأ ويُطبَّق بصور مختلفة في الأنظمة القضائية المختلفة حول العالم، ولذلك فإن حيثياته وتفاصيله الإجرائية تختلف من دولةٍ إلى أخرى.